# Amy Hempel
Pour les articles homonymes, voir Hempel.
Amy Hempel, née le 14 décembre 1951 à Paris, est une écrivaine américaine.

## Œuvres

### Recueils de nouvelles
- Des raisons de vivre, Flammarion, 1992 ((en) Reasons to Live, 1985)Réédité aux éditions Cambourakis en septembre 2016
- Aux portes du royaume animal, Cambourakis, 2015 ((en) At the Gates of the Animal Kingdom, 1990)
- En forme de cœur, Cambourakis, 2014 ((en) Tumble Home, 1997)
- Le chien du mariage, Cambourakis, 2018 ((en) The Dog of the Marriage, 2005)Prix révélation de traduction de la SGDL
- (en) The Collected Stories, 2006
- (en) Sing to It, 2019